# Ячменниково
Ячменниково — деревня в Лихославльском районе Тверской области.

## География
Находится в центральной части Тверской области на расстоянии приблизительно 46 км на север-северо-восток по прямой от районного центра города Лихославль.

## История
Деревня была отмечена ещё на карте Менде, состояние местности на которой соответствует 1848 году. В 1859 году здесь (деревня Смелково или Ячменникова Бежецкого уезда) было учтено 16 дворов. На карте 1941 года отмечена как поселение с 42 дворами. До 2021 деревня входила в Толмачёвское сельское поселение Лихославльского района до его упразднения.

## Население
Численность населения: 124 человека (1859 год), 8 (карелы 87 %) в 2002 году, 5 в 2010.